# Georges Picot
Pour les articles homonymes, voir Famille Georges-Picot et Picot.
Georges Picot, né le 24 décembre 1838 à Paris et mort le 16 août 1909 à Allevard (Isère), est un juriste, historien et philanthrope français.

## Biographie

### Jeunesse et études
Fils de Charles Picot, conseiller à la Cour d'appel de Paris, et d'Henriette Bidois, Georges-Marie-René Picot obtient sa licence de droit en 1859.
Le 20 juin 1865, à Saint-Bouize (Cher), il épouse Marthe de Montalivet, fille du comte Camille de Montalivet qui fut ministre de l'intérieur de Louis-Philippe. Ils ont sept enfants, dont le financier Charles Georges-Picot qui sera président du Crédit industriel et commercial (CIC), le diplomate François Georges-Picot, signataire des accords Sykes-Picot, l'avocat Robert Georges-Picot, et Geneviève Georges-Picot, épouse de Jacques Bardoux et grand-mère maternelle de Valéry Giscard d'Estaing.
Son fils, Robert-Georges Picot, est mort en 1946 des suites des privations de la Seconde Guerre mondiale, au cours de laquelle il a participé à un réseau d'aide à la Résistance.
Il est proche d'Émile Boutmy.

### Parcours professionnel
Il devient secrétaire de la Conférence des avocats du barreau de Paris en 1863, puis juge au tribunal de la Seine.
Sous la IIIe République de 1877 à 1879, il est directeur des affaires criminelles et des grâces au ministère de la Justice auprès du ministre et président du Conseil, Jules Dufaure, dont il écrit la biographie. Avec le soutien de ce dernier, il lance, avec Alexandre Ribot le journal de centre gauche Le Parlement en 1879.
Il publie en 1872 son grand œuvre, l'Histoire des États généraux, couronnée deux fois par le grand prix Gobert de l'Académie française en 1873 et 1874.
Il est élu en 1878 à l'Académie des sciences morales et politiques, dont il devient le secrétaire perpétuel en 1896. Il est également membre British Academy, de la Société générale des prisons et de législation criminelle, de la Société de l'histoire de Paris et de l'Île-de-France, du Comité des inscriptions parisiennes de la Ville de Paris, membre résident du Comité des travaux historiques et scientifiques (dont il préside la commission du répertoire des travaux historiques).
Il devient président de la Société de l'histoire de France (1885) et de la Commission supérieure des bibliothèques nationales et municipales.
Très impliqué dans les œuvres philanthropique, Georges Picot est l'un des cofondateurs des Sociétés des Habitations à bon marché et préside l’assemblée annuelle de l'Œuvre de l'hospitalité de nuit.
Il est membre du comité de direction de l'Union libérale républicaine.
Ancien secrétaire de la Conférence des avocats du barreau de Paris, il en est président de l'association de 1898 à 1899, avant de présider la Société de législation comparée de 1899 à 1900.
Il succède à Henri Wallon à la présidence de la Société antiesclavagiste de France, fondée par le cardinal Charles Lavigerie.
Il est l'un des « Cardinaux verts » signataires de la Supplique aux évêques en 1906.
Il est vice-président du Comité pour la propagation des exercices physiques.

## Œuvres
- Histoire des États généraux : considérés au point de vue de leur influence sur le gouvernement de la France de 1355 à 1614. – Paris, 1872 (4 tomes) – version électronique : tome 1, tome 2, tome 3, tome 4 ;
- M. Dufaure Sa vie et ses discours. - Paris : Calmann Lévy, 1883 ;
- Socialisme et devoir social. – Paris : A. Picard, 1890 Document électronique ;
- L'Usage de la liberté. – Paris, 1893 ;
- La Lutte contre le socialisme révolutionnaire. – Paris : A. Colin, 1895 Document électronique ;
- Notice historique sur la vie et les travaux de Jules Simon : lue dans la séance publique annuelle de l’Académie des sciences morales et politiques du 5 décembre 1896. – Paris : Firmin Didot, 1896 Document électronique ;
- Notice historique sur le comte de Montalivet, 1899 ;
- Barthélemy Saint-Hilaire : notice historique. – Paris : Hachette, 1899 Document électronique ;
- Notice historique sur la vie et les travaux de Charles Renouard, (1794-1878), jurisconsulte, magistrat et homme politique), Compte-rendu des séances et travaux de l'Académie des sciences morales et politiques, 1902,volume 157, p. 49-92 ;
- Gladstone. – Paris, 1904.
- Théophile Roussel : notice historique, lue en séance publique le 10 décembre 1904, Paris : chez Hachette / Institut de France (éditeur scientifique), 1905, 76 p.